# リュッツェンの戦い (1632年)
リュッツェンの戦い（Schlacht bei Lützen）は、三十年戦争中の1632年11月16日（旧暦11月6日）にドイツのライプツィヒ南西、リュッツェン近郊において、グスタフ2世アドルフ（グスタフ・アドルフ）率いるスウェーデン軍およびドイツ・プロテスタント諸侯の連合軍と、アルブレヒト・フォン・ヴァレンシュタイン率いる神聖ローマ帝国軍との戦いである。
この戦いで、スウェーデン王グスタフ・アドルフは戦死した。以後スウェーデンは参戦当初の勢いを失い、2年後のネルトリンゲンの戦いで敗北、三十年戦争における主導権を失った。グスタフ・アドルフの戦死と2年後のヴァレンシュタインの暗殺によって、三十年戦争は膠着状態に陥った。

## 背景
レヒ川の戦いでティリー伯が戦死したため、神聖ローマ皇帝フェルディナント2世はアルブレヒト・フォン・ヴァレンシュタインを皇帝軍司令官に復帰させた。ヴァレンシュタインはわずか3ヶ月で4万人を超える大量の傭兵を動員し、劣勢だった皇帝軍を立て直した。スウェーデン軍を中心とするプロテスタント軍はニュルンベルクへ進み、皇帝軍に対して決戦を挑もうとしたが、ヴァレンシュタインが野戦陣地を敷いて迎え撃ったために膠着状態に陥った。プロテスタント軍は何度か強襲を仕掛けたが、そのたびに撃退されて戦果を上げられず、兵糧の不足にも悩まされたため撤退した（フュルトの戦い）。
プロテスタント軍にとって、スウェーデンの参戦以降では初めての敗北であり、軍事的損害は大きくなかったが政治的なダメージは深刻だった。日和見を続けていたドイツ諸侯が皇帝軍支持に傾いたからである。ヴァレンシュタインはこの勝利を生かすべくザクセンへ兵を向けた。ザクセン選帝侯ヨハン・ゲオルク1世はドイツにおけるグスタフ・アドルフの勢力拡大を恐れ、皇帝との講和を考えていた。そのためザクセンを攻撃すれば早期に講和を申し出てくる可能性が大きく、プロテスタント陣営から有力な勢力を離脱させられるとヴァレンシュタインは考えたのである。
皇帝軍のザクセン侵攻に対し、グスタフ・アドルフは救援のために軍をナウムブルクまで進め、キャンプを張り始めた。ライプツィヒに本営を置いていたヴァレンシュタインは、すでに厳冬期に差し掛かっているためプロテスタント軍はナウムブルクでそのまま冬営に入り、これ以上軍を動かすことはないと判断した。そこでヴァレンシュタインは、パッペンハイムに一軍を与えてモリッツベルクへの攻撃に派遣し、自身は残りの軍を率いてライプツィヒとナウムブルクをつなぐ街道の途上にあるリュッツェンへ移動し、11月14日に同地へ到着した。
しかし皇帝軍の分割を察知したグスタフ・アドルフは、弱体な間に決戦を強要すべく、ヴァレンシュタインの裏をかいて強行軍でリュッツェンへ向かっていたのである。プロテスタント軍の接近を知ったヴァレンシュタインは部隊を展開させて野戦陣地を敷くとともに、直ちに軍を返すようパッペンハイムに急使を派遣した。
11月15日の夜更け、プロテスタント軍はリュッツェンに到着した。皇帝軍がすでに陣地を築いているのを見たグスタフ・アドルフは、強行軍で疲労した部隊で強襲をかける愚を避け、パッペンハイムの援軍に挟撃されることを警戒したため、街道を挟んで皇帝軍と平行に陣を敷いて対峙した。同日深夜、ヴァレンシュタインからの一報を受け取ったパッペンハイムは、急遽騎兵のみをまとめ本隊と合流するために引き返していた。

## 布陣
この戦闘に参加した両軍の戦力および布陣は以下のとおりである。

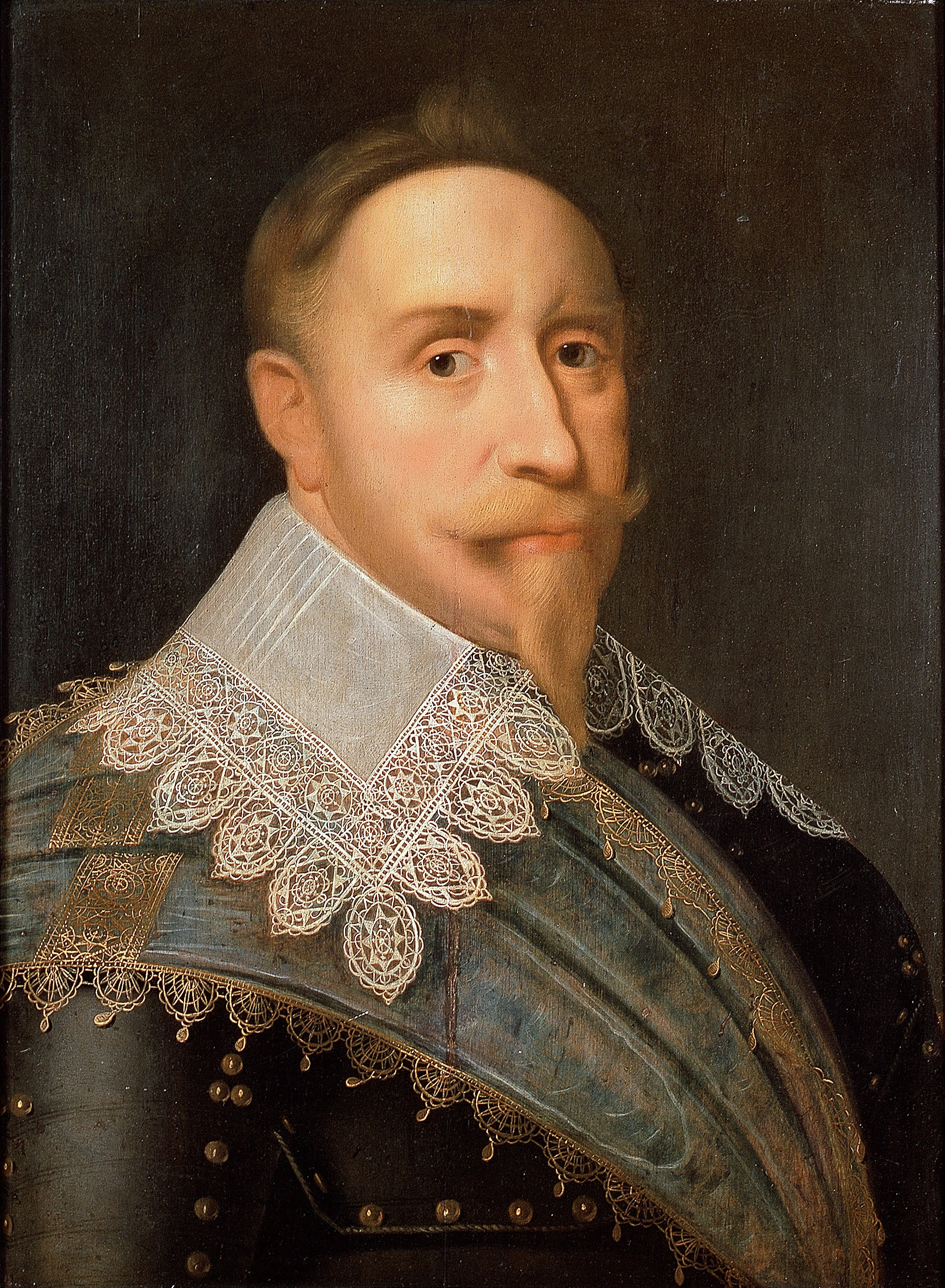
グスタフ2世アドルフプロテスタント軍の総司令官

プロテスタント軍（スウェーデン軍およびドイツ・プロテスタント諸侯の連合軍）
- 歩兵 - 12,800名
- 騎兵 - 6,200名
- 大砲 - 60門（重砲20門、軽砲40門）

プロテスタント軍は歩兵戦列を二列に並べ、その両翼に騎兵を配置した。歩兵戦列の前方に重砲を置き、残余の軽砲は戦列の隙間に銃兵の分遣隊とともに配置した。総司令官のグスタフ・アドルフは右翼で騎兵隊の指揮を執り、左翼の騎兵隊はベルンハルト・フォン・ザクセン＝ヴァイマル、中央の歩兵戦列の指揮は、前列はニルス・ブラーエ、後列はドド・フォン・クニップハウゼンが執った。スウェーデン軍の戦闘隊形は、数個中隊で形成された大隊と大隊をいくつか組み合わせた旅団で構成されていた。旧態のテルシオに比べて横列の広さに比べて縦列の厚みは薄く、その分火力と柔軟性に優れていた。
皇帝軍（ヴァレンシュタイン軍）
- 歩兵 - 10,000名
- 騎兵 - 7,000名
- 大砲 - 24門（重砲1門、軽砲23門）

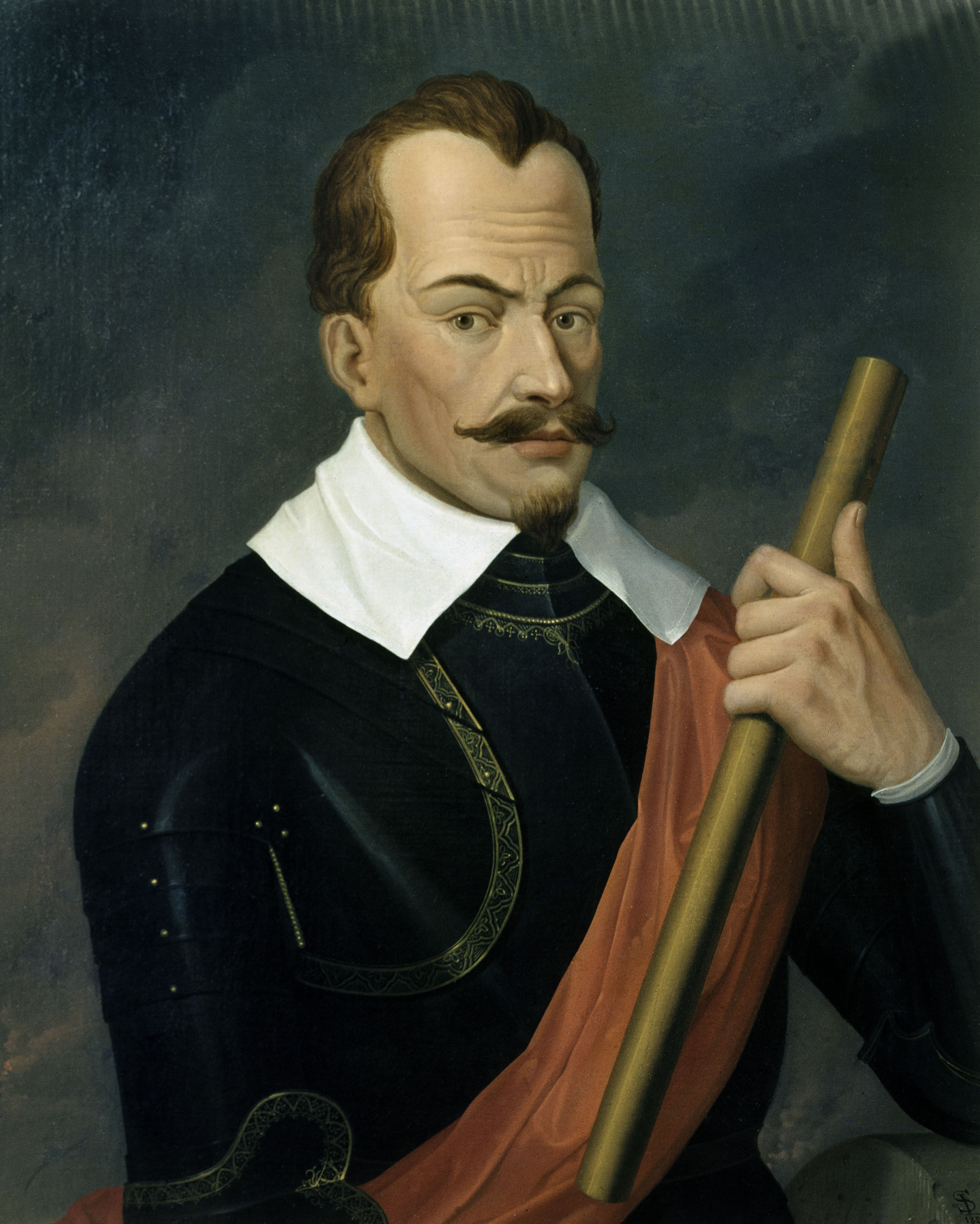
ヴァレンシュタイン皇帝軍の総司令官

- 増援 - 2,000-3,000名の騎兵（パッペンハイム指揮）

ヴァレンシュタインは、街道沿いに塹壕を掘らせて銃兵を伏せさせその後方に歩兵戦列を並べ、騎兵は両翼に配置した。右翼の風車の丘（風車が四基あった）に軽砲14門を配置し、残余の大砲は歩兵戦列の正面に配置した。総司令官のヴァレンシュタインは風車の丘で指揮を執り、左翼の指揮はヘンリク・フォン・ホルクが執った。ヴァレンシュタイン軍もスウェーデン軍と同様に歩兵の横列を減少させ、旅団規模の戦闘隊形をとっていた。

## 戦闘経過

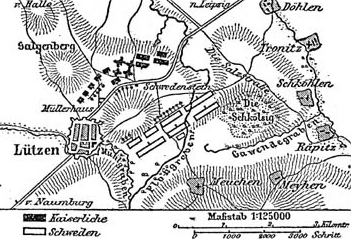
1632年11月16日の両軍の布陣。北側が皇帝軍、南側がプロテスタント軍。

1632年11月16日、この日は早朝から霧が濃く、午前中は両軍共に行動できなかった。午前11時頃、ようやく霧が薄れてきたので、グスタフ・アドルフは攻撃開始を命令した。砲列が火蓋を切ったのを合図に、プロテスタント軍は前進を開始した。間もなく、プロテスタント軍中央の歩兵は塹壕を突破し、皇帝軍の歩兵戦列を押し込んで陣地に踏み入り大砲を奪い取った。これに対し、ヴァレンシュタインは自ら騎兵を率いて援護に駆けつけ、プロテスタント軍中央を押し戻して大砲を奪還した。プロテスタント軍左翼は、風車の丘からの皇帝軍の砲撃によりほとんど前進することができなかった。グスタフ・アドルフ指揮のプロテスタント軍右翼だけが皇帝軍左翼を圧倒しつつあった。
中央の攻撃が失敗したとの報告を受けたグスタフ・アドルフは、自ら騎兵の一部を率いて中央の援護に回った。しかし、戦場を覆う霧と硝煙、自身の近眼のために、グスタフ・アドルフは少数の護衛兵とともに敵中に突出してしまった。皇帝軍の騎兵が襲い掛かり、グスタフ・アドルフは腕を撃たれて負傷。護衛兵と共に後退しようとしたが、皇帝軍騎兵の突撃による乱戦に巻き込まれて戦死した。背中に銃弾を受けて落馬したところを、ピッコロミーニ指揮下の騎兵によって頭を撃ち抜かれたという。
ところが、あまりの視界の悪さのために両軍ともグスタフ・アドルフの死を直後には察知しておらず、そのまま交戦を続けていた。騎兵の援護を得たプロテスタント軍中央の歩兵は、皇帝軍中央に対して猛攻を加えたが、皇帝軍の砲兵と歩兵の射撃、騎兵の突撃によって撃退された。プロテスタント軍はあきらめず、その後も何度も攻撃を仕掛け、中央では陣地と大砲の奪い合いが続いた。

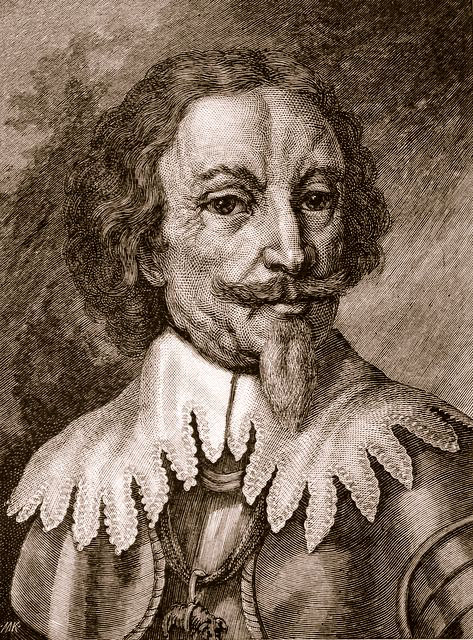
パッペンハイム。5度にわたって騎兵突撃を敢行した。

午後2時、パッペンハイム率いる騎兵隊が戦場に到着、劣勢に陥っている皇帝軍左翼を援護するために、プロテスタント軍右翼に向けて突撃した。これを見たヴァレンシュタインは「あれぞ我らがパッペンハイムだ！」と叫んだ。パッペンハイムは5度にわたって突撃を敢行し、プロテスタント軍の攻勢を頓挫させて、皇帝軍左翼の劣勢を立て直すことに成功した。しかし、プロテスタント軍右翼は堅固であり、これを撃破することまではできなかった。午後3時、五度目の突撃の際にパッペンハイムが銃弾を受けて負傷し、後方に送られると、騎兵の突撃は停止した。パッペンハイムは戦傷がもとで、翌17日に死亡した。
この頃にはグスタフ・アドルフ戦死の噂が戦場を駆け巡り始めていた。プロテスタント軍は一時的なパニックに陥り、前線の部隊は後退しようとした。壊走の一歩手前の状態だったが、序列三位の指揮官であるクニップハウゼンが冷静になるよう全軍に呼びかけ、崩壊を防ぐことに成功した。午後3時、序列二位の指揮官であるベルンハルトはグスタフ・アドルフの死を知り、全軍に指揮権の掌握を宣言した。スウェーデン宰相であるオクセンシェルナも、直ちにベルンハルトを補佐し戦闘を継続させた。

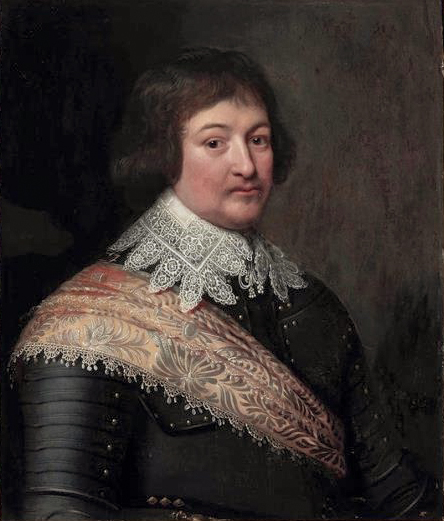
ベルンハルト。指揮権を継承し、皇帝軍を撤退に追い込んだ。

午後4時、プロテスタント軍は最後の突撃に移った。ベルンハルトはグスタフ・アドルフの死を全軍に伏せていたが、おそらく指揮権が移動した時点で大半の将兵は王の死を悟っていたと思われる。プロテスタント軍はグスタフ・アドルフの仇をとるべく猛烈な勢いで突撃を仕掛けた。皇帝軍もこれに応戦し、両軍ともに多大な死傷者を出した。しかし、最終的にはプロテスタント軍の勢いが勝り、皇帝軍を圧倒して中央陣地を制圧し、全ての大砲を奪い取った。左翼、右翼も同様な状況であり、士気の衰えた皇帝軍は全戦線で後退した。
午後6時、パッペンハイム軍の後続の歩兵約3000-4000が戦場に到着した。すでに日は落ちて、敵味方の識別が困難になっていたため、ヴァレンシュタインは彼らを戦闘に参加させなかった。この頃には、同様の理由からプロテスタント軍も攻撃を停止していた。翌17日早朝、ヴァレンシュタインはパッペンハイム軍の歩兵に後退の援護をさせ、全軍にライプツィヒまで撤退するように命じた。整然とした撤退につけ入る隙を見つけられず、また一時の勢いも失われていたため、プロテスタント軍は追撃をしなかった。
こうしてリュッツェンの戦いは終わった。皇帝軍が撤退すると、プロテスタント軍はグスタフ・アドルフの遺体を探した。王の遺体は、折り重なった遺体の間から発見され、その身体からはシャツ以外の全ての装備が奪い取られていた。この日着用していた黄色のバフコート（上図中央参照）は、戦利品として皇帝の元に送られたが、第一次世界大戦後にオーストリアからスウェーデンに返還された。

## 結果と影響
この戦闘における両軍の死傷者および行方不明者は9000名を超えた。皇帝軍は戦場に全ての大砲を残したまま撤退し、プロテスタント軍はそれらを捕獲した。
戦術的に見れば、皇帝軍の陣地を制圧し、全ての大砲を奪い、さらに撤退に追い込んだという点でプロテスタント軍の勝利といえる。戦略的に見ても、この後間もなくヴァレンシュタインはライプツィヒから撤退してボヘミアへ移動したため、ザクセンを脅威から救ったという点でプロテスタント軍の勝利といえる。
しかしながら、そのためにプロテスタント軍が払った代償は大きなものだった。死傷者数を比べれば、約3000名の皇帝軍に対し、プロテスタント軍は2倍の約6000名を失っていた。特にスウェーデン軍中央の損害が大きく、第一列に配置されていた青色連隊、黄色連隊は兵員の三分の二以上が死傷したとされている。両部隊は古参の傭兵で構成されており、スウェーデン軍の中核でもあったため、その損失は必然的に戦力の低下を招いた。また、黄色連隊の指揮官で歩兵第一戦列の指揮官でもあったニルス・ブラーエは、この戦いで受けた傷がもとで二週間後に死亡した。更に11月29日（新暦）、元ボヘミア王でプファルツ選帝侯フリードリヒ5世は、グスタフ・アドルフの死の報を受け取って間もなく昏倒し、ペストで死亡した。

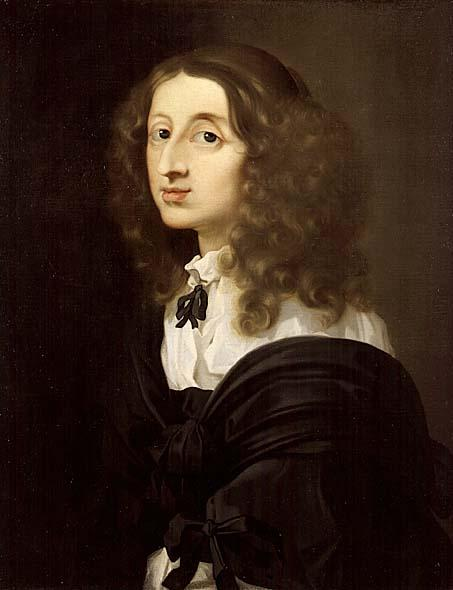
クリスティーナ女王。父の急死によって即位した。

何よりも大きな損失はグスタフ・アドルフの死だった。スウェーデンのみならず、プロテスタント陣営にとっても王の死は致命的な喪失だった。スウェーデンでは、急遽ドイツから本国に帰還したオクセンシェルナが若年のクリスティーナを女王に即位させ、自身は摂政としてその補佐に付いた。また、ドイツへの対策としてハイルブロン同盟を結成してプロテスタント陣営の結束を固めるとともに、フランスに援助の要請をして、グスタフ・アドルフ亡き後の軍の維持に努めた。軍の指揮はベルンハルトとグスタフ・ホルンが執ることとなった。
しかし、旗印を失った軍の士気は奮わず、皇帝軍に対して劣勢であることは否めなかった。その後のネルトリンゲンの戦いで敗北を喫すると、スウェーデンは完全に三十年戦争の主導権を失った。そもそもハイルブロン同盟は、スウェーデンの強大化を望まないフランスの容喙によって当初から危機を孕んでいた。劣勢を打開するスウェーデンの目論見は、フランスとザクセン公の接近によって破綻した。
ヴァレンシュタインはこの戦いでグスタフ・アドルフを戦死させたが、それによって彼の立場は難しくなった。もともとヴァレンシュタインが皇帝軍司令官に復帰したのは、グスタフ・アドルフという強敵に対抗できる将軍が彼しかいなかったからである。そのグスタフ・アドルフが死んだ以上、ヴァレンシュタインの存在価値は低下せざるをえなかった。最終的にヴァレンシュタインはフェルディナント2世によって1634年に暗殺されるが、この戦いによるグスタフ・アドルフの死は、その遠因の一つといえるだろう。
リュッツェンの戦いはスウェーデンに多大な衝撃と影響を残したが、戦闘には勝利した事とグスタフ・アドルフの残した遺産によってスウェーデンの大国時代（バルト帝国）を確立した事は重要な結果であった。この後、膠着した三十年戦争にカトリック国家であるフランスがプロテスタント側で参戦し、三十年戦争は新たな局面を迎える事となる。

## 日付について
三十年戦争当時、神聖ローマ帝国ではグレゴリオ暦（新暦）を使用していたが、スウェーデンおよびドイツの諸地域ではユリウス暦（旧暦）を使用していた。そのため、このリュッツェンの戦いは、神聖ローマ帝国側の記録では11月16日、スウェーデン側の記録では11月6日のこととされている。スウェーデンでは18世紀にグレゴリオ暦を採用したが、グスタフ・アドルフの死亡した11月6日はすでに記念日とされて長い伝統を持っていたので、現在でも16日ではなく6日がそのまま祝日となっている。